# Чемпіонат України з гандболу серед чоловіків 2021—2022
Чемпіонат України з гандболу серед чоловіків (чоловіча Суперліга) 2021/2022 — тридцятий чемпіонат України

## Учасники та терміни проведення
У чемпіонаті брали участь 9 команд. Розпочався чемпіонат 8 вересня 2021 року. 
- «Академія гандболу» (м. Запоріжжя - Луганщина);
- «Донбас» (Донеччина)
- «Карпати-ШВСМ» (м. Ужгород);
- «Мотор» (м. Запоріжжя)
- «Мотор-Політехніка» (м. Запоріжжя);
- «Одеса» (м. Одеса);
- «Портовик» (м. Южне);
- «СКА-Львів» (м. Львів).
- «ЦСКА-ШВСМ» (м. Київ)

Згідно Регламенту та Календаря у першому етапі чемпіонату було проведено 18 турів, по одній грі у кожному турі.
На другому етапі чемпіонату команди розподілялись на дві групи за результатами ігор попереднього етапу. До групи «А» увійшли команди, що зайняли 1-5 місця після попереднього етапу. До групи «Б» увійшли команди, що зайняли 6-9 місця. Чемпіонат було зупинено достроково, тож матчі другого етапу, окрім мату «ЦСКА-ШВСМ» — «СКА-Львів» 22 лютого 2022 року та матчі плей-оф зіграно не було.
Матч за Суперкубок відбувся 1 вересня 2021 року в Запоріжжі. За Суперкубок змагались запорізький «Мотор» та «Донбас», який представляє Донеччину. Володарем Суперкубка став «Мотор».
Через нестабільне фінансування команда «Портовик»  з м. Южне припинила участь в чемпіонаті України.
У зв’язку з повномасштабною російсько-українською війною, введенням на всій території Україні воєнного стану проведення чемпіонату України було призупинено, а 26 квітня 2022 року на засіданні Комітету з організації та проведення змагань ФГУ вирішили завершити чемпіонат та визначити підсумкові місця команд згідно турнірної таблиці станом на 24 лютого 2022 року. 
Призерами чемпіонату стали:
- «Мотор» — 21 перемога та одна нічия у 22 матчах;
- «Донбас»  — 16 перемог та одна нічия у 22 матчах;
- «Одеса» — 12 перемог 22 матчах.

## Підсумкова турнірна таблиця. Суперліга
| № | Команда             | І  | В  | Н | П  | М       | О  |
| - | ------------------- | -- | -- | - | -- | ------- | -- |
| 1 | «Мотор»             | 14 | 14 | 0 | 0  | 633:264 | 28 |
| 2 | «Донбас»            | 14 | 11 | 0 | 3  | 443:399 | 22 |
| 3 | «Одеса»             | 14 | 9  | 1 | 4  | 445:406 | 19 |
| 4 | «Мотор-Політехніка» | 14 | 9  | 1 | 4  | 410:400 | 19 |
| 5 | «Академія гандболу» | 14 | 3  | 1 | 10 | 343:404 | 7  |
| 6 | «ЦСКА-ШВСМ»         | 15 | 4  | 1 | 10 | 398:443 | 7  |
| 7 | «Карпати--ШВСМ»     | 14 | 3  | 0 | 11 | 373:521 | 6  |
| 8 | «СКА-Львів»         | 15 | 2  | 0 | 13 | 391:599 | 4  |

## Найкращі бомбардири

### Топ-10 чемпіонату
| Місце | Гравець              | Клуб                 | Голи |
| ----- | -------------------- | -------------------- | ---- |
| 1     | Ярослав Котюк        | «Карпати-ШВСМ»       | 134  |
| 2     | Денис Саварин        | «СКА-Львів», «Одеса» | 133  |
| 3     | Станіслав Плясун     | «ЦСКА-Київ»          | 103  |
| 4     | Володимир Кара       | «Одеса»              | 84   |
| 5     | Артем Попович        | «Академія гандболу»  | 78   |
| 6     | Василь Гаврилюк      | «ЦСКА-Київ»          | 74   |
| 7     | Андрій Беспалов      | «Донбас»             | 69   |
| 8     | Ігор Турченко        | «Мотор»              | 68   |
| 9     | Ігор Одіноков        | «Академія гандболу»  | 67   |
| 10    | Олександр Колесников | «Одеса»              | 66   |

## Цікаві факти
- У цьогорічному голосуванні тренерів та капітанів команд чоловічої Суперліги титул Гандболіст року в Україні отримав лівий півсередній запорізького «Мотора» Дмитро Горіга.